# Louise Aston

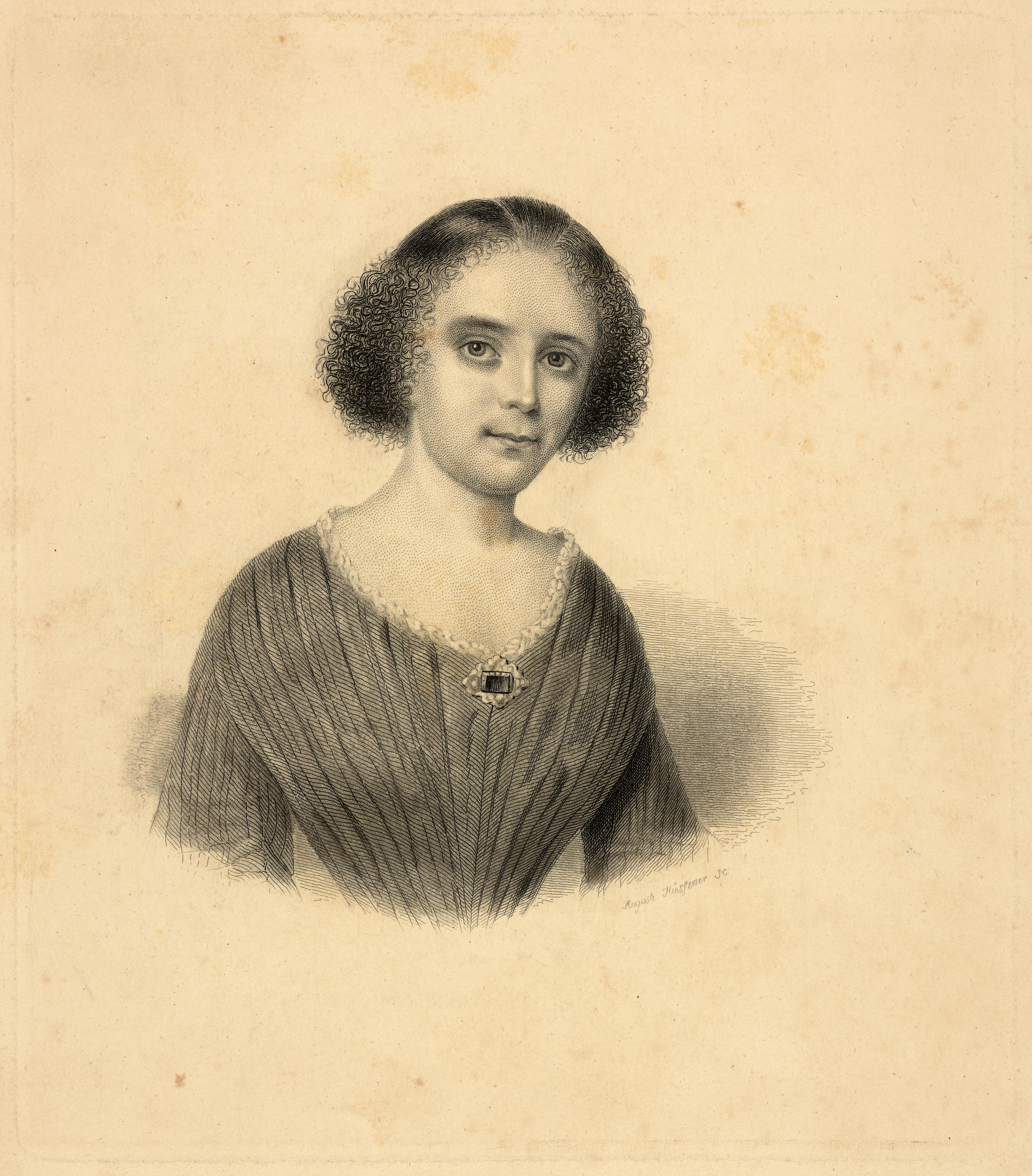
Louise Aston,
Stich von Auguste Hüssener (1851)

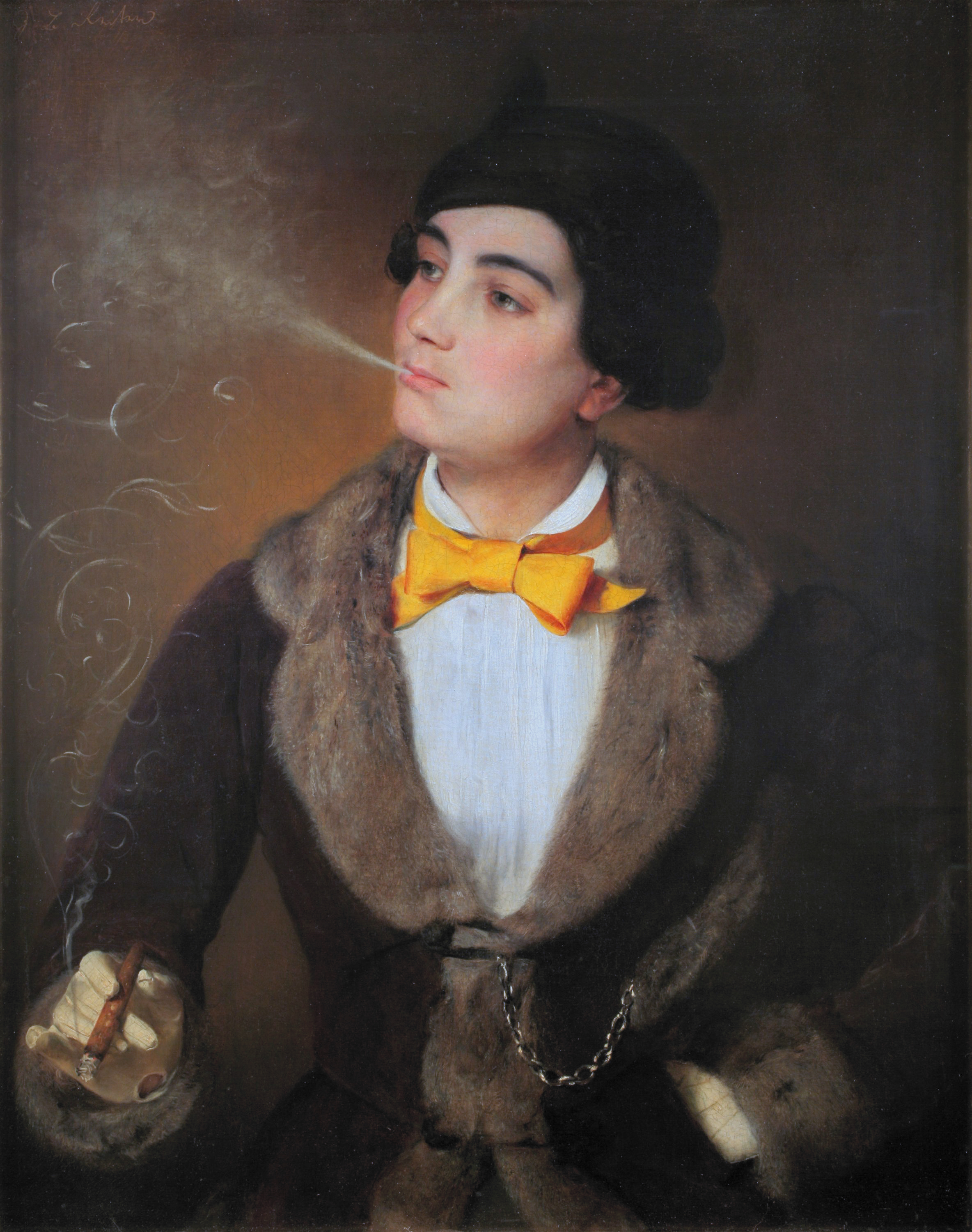
Die Emanzipierte (Johann Baptist Reiter), vermutlich ein Porträt Astons

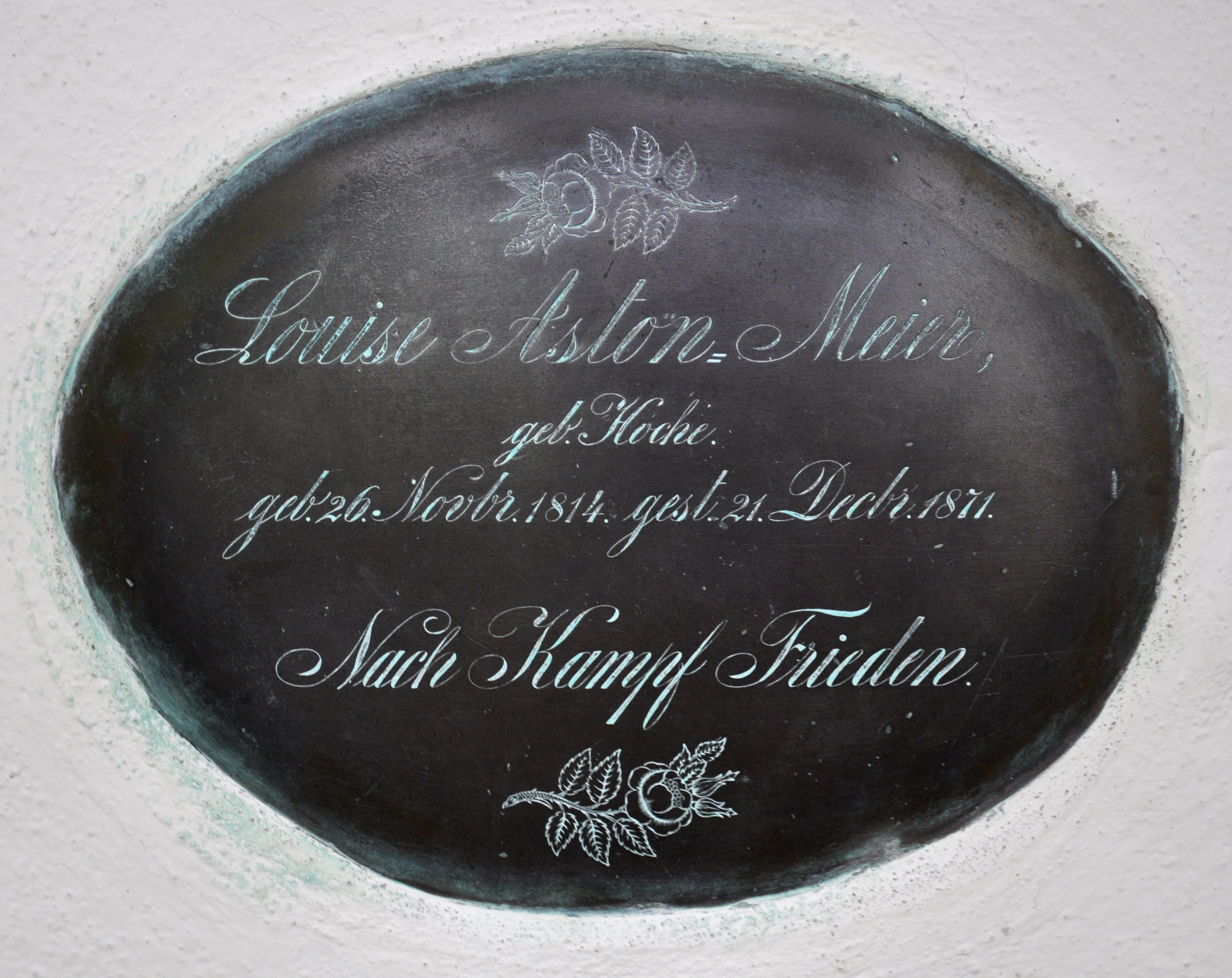
Grab auf dem Alten Friedhof in Wangen im Allgäu

Louise Franziska Aston, verh. Meier, geschiedene Aston, geborene Hoche (* 26. November 1814 in Gröningen; † 21. Dezember 1871 in Wangen im Allgäu), war eine deutsche Schriftstellerin und Vorkämpferin für die demokratische Revolution und Frauenbewegung. Sie wurde auch „die deutsche Sand“ genannt.

## Leben
Louise war die jüngste Tochter des evangelischen Theologen und Konsistorialrats Johann Gottfried Hoche und dessen Ehefrau Louise Charlotte, geborene Berning. Eine ältere Schwester war Eulalia Merx. Mit 17 Jahren wurde sie zur Konvenienzehe mit dem 23 Jahre älteren Samuel Aston, einem englischen Fabrikanten in Magdeburg, gezwungen. Samuel Aston hatte vor seiner Heirat bereits mit drei Frauen vier uneheliche Kinder, die er alle adoptierte. Aus der Ehe mit Louise Aston gingen drei Töchter hervor. Die älteste, Jenny Louise, wurde 1836 geboren und starb 1841. Nur vier Wochen zuvor wurde die zweite Tochter geboren, welche ebenfalls den Namen Jenny Louise erhielt, und 1842 Helene Martha Clara, die 1844 starb. „Die Geschichte dieser Verbindung beschrieb Louise Aston in ihrem Roman »Aus dem Leben einer Frau« (1846)“. Sie hatte zunächst Schwierigkeiten, einen Verleger zu finden, weil „der von ihr geschriebene Roman die Grenzen der Decenz so sehr überschreite, daß selbst kein Hamburger Buchhändler dreist genug ist, die Hand zu dessen Veröffentlichung zu bieten“.
Louise Aston führte ein extravagantes Leben und provozierte in Magdeburg und Göttingen, wo sie sich zeitweilig aufhielt, wiederholt Skandale. 1839 wurde die Ehe auf Betreiben Samuel Astons geschieden, doch das Paar versöhnte sich und heiratete 1842 erneut; 1844 trennte man sich endgültig. Mit ihrer zweiten Tochter Jenny Louise kehrte sie nach der zweiten Scheidung nach Preußen zurück und lebte zuerst bei ihrer Schwester in Züllichau. Dann ließ sie sich in Berlin nieder und lebte zeitweilig mit Rudolf Gottschall zusammen, der ihr seine die freie Liebe propagierenden Gedichte „Madonna und Magdalena, zwei Liebes-Dithyramben“ widmete.
Da sie eine literarisch-intellektuelle Laufbahn anstrebte, suchte sie Zugang zu entsprechenden Zirkeln. Sie schloss sich einer Gruppe Junghegelianer an (u. a. Otto von Corvin und Max Stirner). Anonyme Beschwerden über sie führten dazu, dass die Polizei sie überwachte. 1846 wurde sie wegen ihres Nonkonformismus (sie veröffentlichte erotische Gedichte, trug wie George Sand Männerkleidung und rauchte auf der Straße) und ihrer offenen Verneinung jeder Form von organisierter Religiosität als „staatsgefährliche Person“ aus Berlin ausgewiesen. Damit verbunden war der Entzug des elterlichen Sorgerechts für ihre Kinder „in Folge der Ansichten, welche sie vor Gericht über Gott und Unsterblichkeit geäußert“. In ihrem wenig später veröffentlichten Buch Meine Emanzipation, Verweisung und Rechtfertigung schilderte sie ihren Fall und formulierte radikale Forderungen nach Geschlechtergleichheit und dem Recht der Frau auf freie Persönlichkeitsentfaltung.
Der Kunsthistoriker Lothar Schultes vermutet aufgrund der Ähnlichkeit mit einem Stahlstich von Auguste Hüssener, dass das Gemälde „Die Emanzipierte“ von Johann Baptist Reiter, das sich im Schlossmuseum Linz befindet, Louise Aston zeigt. Es dürfte 1847 entstanden sein, als Aston kurzfristig in der Schweiz lebte und sich vielleicht auch im vor-revolutionären Wien aufhielt.
Im Revolutionsjahr 1848 schloss sie sich als freiwillige Krankenwärterin den Freikorps von Ludwig von der Tann an und nahm am Schleswig-Holsteinischen Feldzug teil. Dies verursachte einen Skandal: „Am Arme eines Freischärlers zeigt sich die wegen ihres zweideutigen Lebenswandels vielfach besprochene Dame, und erregt als einzige Frau unter so vielen Männern kein geringes Aufsehen.“ Während dieses Feldzugs lernte sie ihren zweiten Mann, den Arzt Daniel Eduard Meier (1812–1873), kennen, den sie später am 25. November 1850 in Braunschweig heiratete:

„Kürzlich wurde hier Frau Louise Aston, geb. Hoche, mit Dr. med. Meier aus Bremen getraut. Die Sache ist romantisch. Auf dem Schlachtfelde in Schleswig, »allwo er ein Bein verlor,« hatte die Aston ihren jetzigen Gemahl kennen gelernt. Er gewann ihr »freies« Herz, und sie schwor, an der Stelle des abhanden gekommenen Beines seine Stütze sein zu wollen. Jedoch hat sie einen eigenthümlichen Vertrag mit ihm geschlossen, demzufolge sie nur drei Monate im Jahre bei dem Gemahl verweilen muß, die übrige Zeit aber zwangslos umherstreifen darf.“

Mit ihm kehrte sie nach Berlin zurück, wo sie ihren Roman Lydia veröffentlichte und während der Märzrevolution einige Nummern der Zeitschrift Der Freischärler herausgab sowie den Club Emanzipierter Frauen gründete. Ihr Mann wurde als radikaler Demokrat verhaftet, sie wurde endgültig aus Berlin abgeschoben und zog nach Bremen, wo sie ihren Roman Revolution und Conterrevolution schrieb. 1849 erschien ihre letzte Veröffentlichung, die Gedichtsammlung Freischärler-Reminiscenzen. Die radikalen Texte trugen ihr heftige Kritik aus den Reihen der Frauenbewegung (u. a. von Louise Otto) ein.
Louise Astons Ehemann Daniel Eduard Meier wurde zum 1. Mai 1855 wegen seines Festhaltens an seiner für die Stadt Bremen nicht akzeptablen Ehefrau die Stelle als Leitender Arzt der „Neuen Krankenanstalt“ in Bremen gekündigt; das ständig überwachte Paar verließ Deutschland, um im Krimkrieg auf russischer Seite als Arzt und Pflegerin in der freiwilligen Krankenpflege zu arbeiten. Anschließend lebten sie im Russischen Kaiserreich, in Ungarn und Österreich, bis sie 1871 wieder nach Deutschland zurückkehrten. Bald darauf starb Louise Aston verarmt, politisch resigniert und von ihren Schriftstellerkollegen isoliert im Alter von 57 Jahren.
Sie und 1873 auch ihr Mann wurden auf dem Alten Friedhof in Wangen im Allgäu begraben; ihre Grabtafel (an der Nordwand des Alten Gottesackers) ziert der Spruch „Nach Kampf Frieden“.

## Werkbeispiel
Ein Beispiel für Louise Astons Gedichtstil:
Lebensmotto (erste Strophe)
Fromme Seelen, fromme Herzen,

Himmelssehnend, lebenssatt;

Euch ist rings ein Thal der Schmerzen,

Eine finst’re Schädelstatt!

Mag in schreckenden Gesichten

Bang vor mir das Schicksal steh’n;

Nie soll mich der Schmerz vernichten,

Nie zerknirscht und reuig seh’n!

 Freiem Leben, freiem Lieben,

 Bin ich immer treu geblieben!

## Gedenktage
Zum 200. Geburtstag Louise Astons am 26. November 2014 führte das Stadttheater Freiburg im Breisgau im Juni 2014 das Theaterstück „Mag der Thron in Flammen glühn“ von Jenny Warnecke auf.
Am 21. Dezember 2021 jährte sich ihr 150. Todestag.

## Literarische Gesellschaft
Am 15. Juni 2019 gründeten Schriftstellerinnen und Schriftsteller in Wiesbaden die Louise-Aston-Gesellschaft, die ihren Sitz in Ochsenfurt hat. Vorsitzende der Gesellschaft ist Simone Barrientos. Generalsekretär ist Leander Sukov.

## Werke (Auswahl)
- Wilde Rosen. Zwölf Gedichte. Moeser & Kühn, Berlin 1846. (Digitalisat, Neuauflage 2015 in ISBN 978-3-8430-7940-2)
- Meine Emancipation. Verweisung und Rechtfertigung. Vogler, Brüssel 1846 (Digitalisat und Volltext im Deutschen Textarchiv, Neuauflage 2015 in ISBN 978-3-8430-7940-2)).
- Aus dem Leben einer Frau. Autobiografischer Roman. Hoffmann & Campe, Hamburg 1847. (Digitalisat, Neuauflage 2015, ISBN 978-3-8430-7942-6)
- Lydia. Roman. Baensch, Magdeburg 1848. (Digitalisat, Neuauflage 2015, ISBN 978-3-8430-7944-0)
- Revolution und Contrerevolution. Roman. 2 Bände. Grohe, Mannheim 1849. (Band 1 Digitalisat, Band 2 Digitalisat, Neuauflage 2015, ISBN 978-3-8430-7946-4)
- Freischärler – Reminiscenzen. 12 Gedichte. Weller, Leipzig 1850 (books.google.de; u. a. Lied einer schlesischen Weberin, Neuauflage 2015 in ISBN 978-3-8430-7940-2)).